# Henri Duchêne

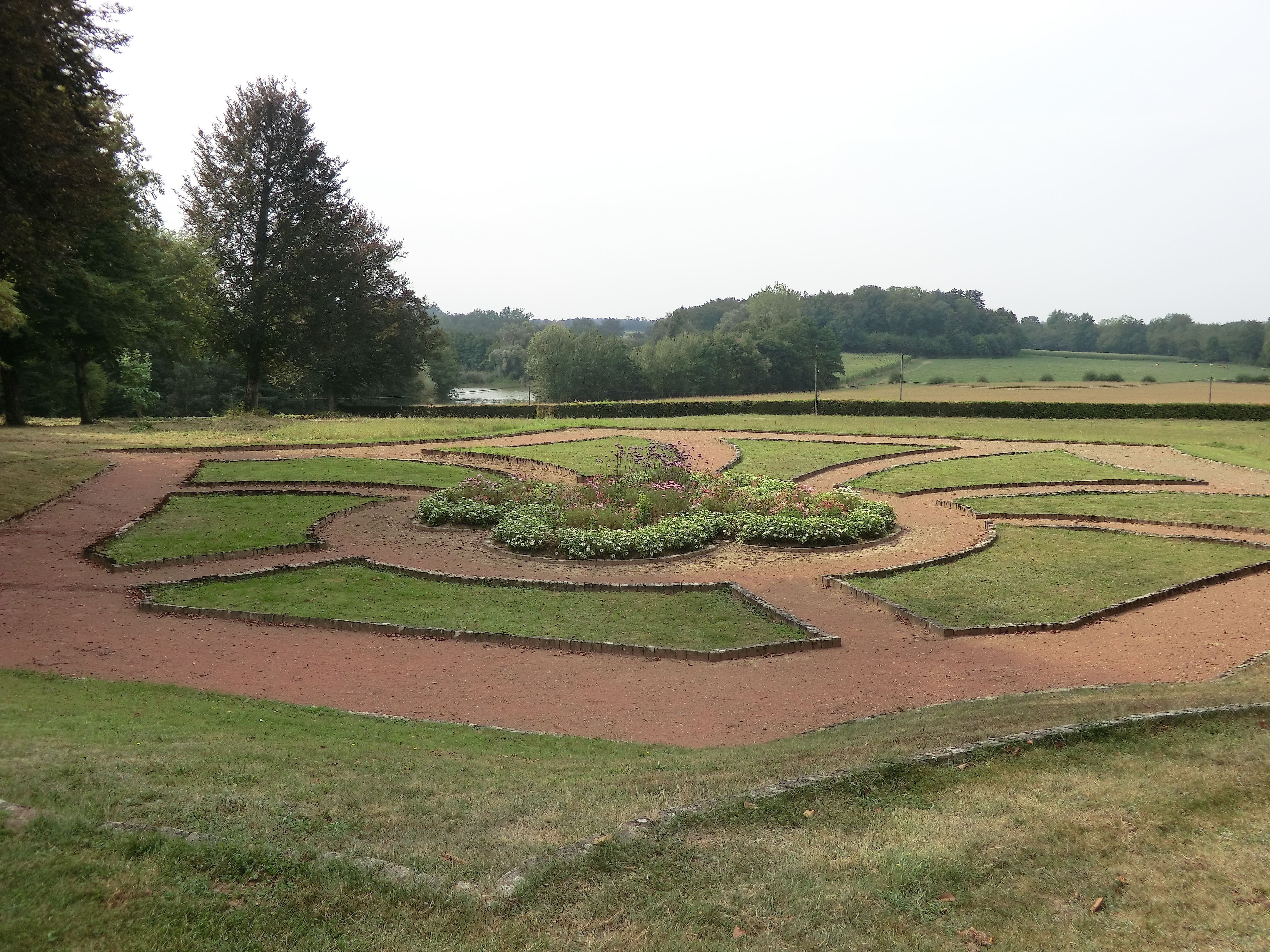
Reste des von Duchêne entworfenen formalen Gartens von Schloss Joyeux

Henri Duchêne (* 1841 in Lyon; † 1902 in Lorient; auch Duchêsne) war ein französischer Gartenarchitekt, der sich im ausgehenden 19. Jahrhundert auf die Restaurierung historischer französischer Gärten spezialisiert hatte.
Nach der Französischen Revolution wurde Frankreichs Gartenarchitektur vom landschaftsbezogenen Stil der Englischen Gärten dominiert. Seit dem Deutsch-Französischen Krieg hatten jedoch die nationalistischen Tendenzen zugenommen, und es wurde begonnen, historische französische Gärten zu rekonstruieren. 
Erstmals wurden Blumenrabatten, Hecken, Brunnen und Alleen in der Renaissance in Form geometrischer Figuren mit dekorativen Parterres angeordnet. Die Gärten wurden häufig mit Terrassen gestaltet und mit Statuen geschmückt; auch der Topiari genannte Formschnitt von Büschen und Sträuchern kam in dieser Zeit auf. Die Epoche liebte das Ungewöhnliche, und so wurden die Gärten mit Grotten und Labyrinthen auch zu einem sinnlichen Erlebnis.
Henri Duchêne hat zum Beispiel den Garten des Schlosses Joyeux entworfen. Sein Sohn Achille Duchêne trat in die Fußstapfen des Vaters und etablierte sich ebenfalls als Gartenarchitekt.